# Личаків
Лича́ків — місцевість Львова, що стала основою Личаківського району. Обмежена регіональним ландшафтним парком «Знесіння», вулицями Івана Франка та Левицького, Личаківським цвинтарем.

## Походження назви
- від слова «личаки», які виготовляли місцеві мешканці.
- від назви маєтку Лютценгоф: Лютценгоф-Личаків.

## Історія
Личаків — типове приміське село, яке не маючи статусу передмістя, ідеально виконувало його функції. Перші оселі були закладені тут у XV столітті. Тривалий час парафіяльною була церква Воздвиження Чесного Хреста до її розбирання у 1786 році через Йозефінські реформи.
У XVIII столітті тут був створений маєток Лютценгоф, навколо заснували село. Його мешканці займалися городництвом, млинарством (мололи зерно на крупи і борошно) і пекарством (звідси назви вулиць Пекарської, Мучної, Круп'ярської), чоловіки були візниками, а личаків'янки наймалися до львівських осель квасити капусту, чистити килими тощо. Згодом на околиці Личакова спорудили Личаківський цвинтар, де ховали заможних львів'ян.
У XIX столітті Личаків став львівським передмістям, що не завадило його жителям називати далі себе личаків'янами.
На Личаків влітку 1907 року збудували лінію електричного трамваю. Але через те, що мешканці передмістя були візниками, личаківські жінки закидали перший вагон і його водія помідорами та тухлими яйцями.

## Важливі споруди
- адміністрація Личаківського району міста Львова
- Личаківський цвинтар
- інфекційна клінічна лікарня
- обласна клінічна лікарня
- обласна лікарня відновлюючого лікування
- обласний діагностичний центр
- пологовий будинок № 1
- окружний військовий госпіталь
- окружний госпіталь прикордонних військ
- обласний кардіологічний диспансер

## Пам'ятники
- на честь подвигу медиків у Другій світовій війні
- Військовий меморіал

## Церкви
- Монастир Згромадження сестер Пресвятої Родини
- Костел святого Антонія
- Церква святого Георгія Побідоносця («Малий Юр»)
- Церква святого Івана Златоуста
- Християн віри євангельської
- Церква Покрови Пресвятої Богородиці
- Церква Петра і Павла